# FN FNP
A FN FNP é uma série de pistolas semiautomáticas com armação de polímero fabricada em Columbia, Carolina do Sul, pela FNH USA, uma divisão da Fabrique Nationale de Herstal. A pistola estreou no início de 2006 e utiliza os cartuchos 9x19mm Parabellum, .40 S&W, .45 ACP e .357 SIG.

## Características-padrão
Todas as variações da pistola incluem alavancas de decocking ambidestras e um retém do carregador reversível, além de um trilho tático para acessórios integrado. Além disso, a FNP-45 oferece um retém do ferrolho ambidestro.
Quando introduzida, a FNH USA constatou que a linha de pistolas FNP era a única pistola de auto-carregamento com armação de polímero no mercado com os trilhos da armação totalmente substituíveis; isso permite que a pistola seja reconstruída após um período extensivo de disparos, prolongando assim a vida útil (as pistolas da série Steyr M também possuem essa característica e foram lançadas em 1999).

## Design e operação
As pistolas da série FNP são armas de fogo com cão, utilizando um sistema de came Browning com um extrator externo. O módulo do gatilho está alojado dentro da armação de polímero como uma unidade individual conectada ao cão. O retém do carregador é mantido no lugar por um pino retentor que pode ser removido para que o retém do carregador seja invertido. A puxada do gatilho para a variante FNP-9 é de, geralmente, 8 libras-força (36 N) em ação dupla e de 3 a 4 libras-força (13 a 18 N) em ação simples. Enquanto a armação é feita de polímero de alta resistência, o ferrolho é feito de aço inoxidável.
A desmontagem e remontagem da pistola é relativamente simples. Para desmontar a arma, o ferrolho é trancado para trás e o carregador é removido da arma. A alavanca de desmontagem localizada na frente da armação é girada para baixo e o ferrolho é liberado para permitir que ele seja removido dos trilhos da armação. Uma vez removida, a mola recuperadora é removida de sua posição no cano e o cano é removido. Para remontar a arma, o processo é inverso, com o ferrolho sendo inserido nos trilhos da armação e a alavanca de desmontagem girada para cima enquanto o ferrolho está trancado para trás.

## Variantes
As pistolas da série FNP são produzidas em cinco modelos básicos, com várias variações diferentes em cada modelo. Cada um dos cinco modelos, o FNP-45, o FNP-40, o FNP-357, o FNP-9 e o compacto FNP-9M (cancelado), é oferecido com os seguintes recursos:
- Dupla ação, ação dupla ou ação simples (cancelada)

- Ferrolho de aço inoxidável com acabamento preto fosco ou ferrolho de aço inoxidável com acabamento natural fosco

- Armação preta ou marrom-clara

- Miras padrão ou miras noturnas

A FNP-9 e a FNP-40 também foram comercializadas com as designações Browning Pro-9 e Pro-40. A série FNP foi substituída pela série de pistolas FNX.

## Utilizadores
- Bélgica: A força policial de Genk comprou 190 pistolas FNP-9 e FNP-9M em abril de 2005.[9]
- Espanha: A Infantaria de Marinha começou a substituir as antigas Llama M82s pelas FNP-9s.[carece de fontes?]
- Estados Unidos: Doou-se uma quantidade de 27 pistolas FNP ao departamento de polícia de New Roads, Louisiana, em outubro de 2009, para substituir as armas danificadas, devido a restrições orçamentárias.[10]